# Il Naviglio a Porta Ticinese
Il Naviglio a Porta Ticinese è un dipinto di Achille Cattaneo. Eseguito probabilmente negli anni venti del novecento, appartiene alle collezioni d'arte della Fondazione Cariplo.

## Descrizione
Si tratta di uno scorcio dei Navigli nei pressi di Porta Ticinese, simile per soggetto e stile a diversi dipinti che Cattaneo realizzò in quegli anni.